# Sigtryggur Daði Rúnarsson
Sigtryggur Daði Rúnarsson (* 20. Juni 1996 in Reykjavík) ist ein isländischer Handballspieler. Er ist der Sohn der isländischen Handballspielerin Heiða Erlingsdóttir und des Handballtrainers und ehemaligen isländischen Handballnationalspielers Rúnar Sigtryggsson.

## Karriere
Sigtryggur Daði Rúnarsson spielte zunächst beim isländischen Verein Þór Akureyri. Nachdem sein Vater 2012 Trainer des Zweitligisten EHV Aue wurde und die Familie ins Erzgebirge zog, spielte er bei der SG Nickelhütte Aue. Ab der Saison 2013/14 gehörte der 1,87 Meter große Rückraumspieler zum Kader des EHV, für den er am 10. November 2013 in der Partie gegen Eintracht Hildesheim seinen ersten Treffer erzielte. Zur Saison 2017/18 wechselte er zum Zweitligisten HBW Balingen-Weilstetten. Ab dem Sommer 2018 lief er für den VfL Lübeck-Schwartau auf. Ab dem Sommer 2020 stand er beim isländischen Verein ÍBV Vestmannaeyja unter Vertrag. Im Oktober 2022 wurde der Rückraumspieler vom österreichischen Erstligisten Alpla HC Hard verpflichtet. 2023 steht er wieder bei ÍBV Vestmannaeyja unter Vertrag.

## Privates
Sein Onkel Árni Þór Sigtryggsson war ebenfalls Handballspieler beim EHV Aue. Sein Vater Rúnar Sigtryggsson und sein Bruder Andri Már Rúnarsson spielen ebenfalls Handball.